# Hendrik Offerhaus
Hendrik Karel Offerhaus (20. maj 1875 - 2. september 1953) var en hollandsk roer.
Offerhaus var med i Hollands otter, der vandt bronze ved OL 1900 i Paris, første gang roning var på det olympiske program. Hollænderne kom ind på tredjepladsen i finalen, hvor USA vandt guld, mens Belgien tog sølvmedaljerne. Resten af den hollandske besætning bestod af François Brandt, Roelof Klein, Johannes van Dijk, Ruurd Leegstra, Walter Middelberg, Walter Thijssen, Henricus Tromp og styrmand Hermanus Brockmann.

## OL-medaljer
- 1900:  Bronze i otter